# 신성론

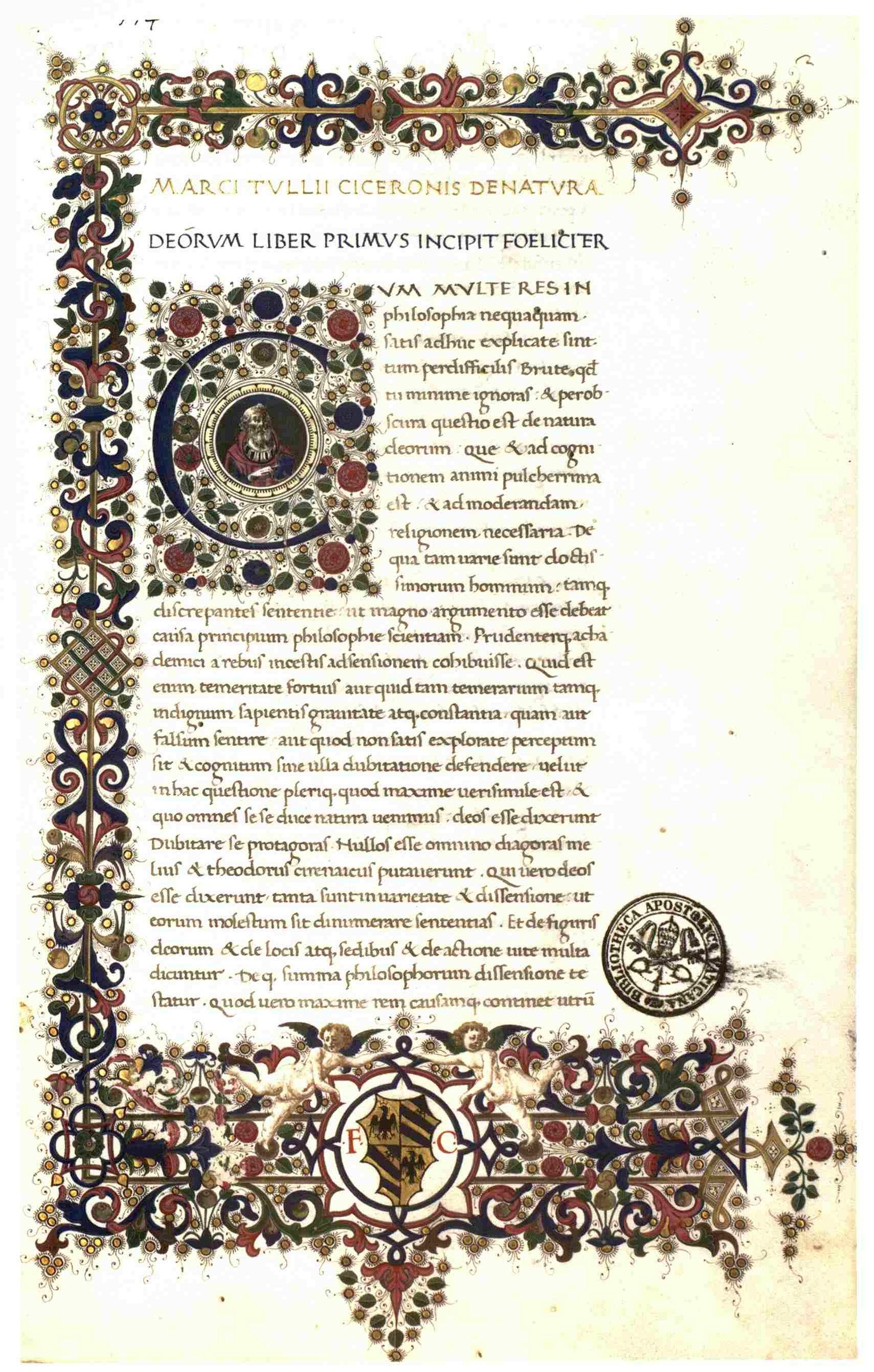
15세기 책

신성론(De Natura Deorum, 기원전 45-기원전 44)은 키케로의 작품이다.
신들의 존재와 그 본질에 관해 논한 것으로, 말하자면 (자연)신학입문서이다. 3권으로 되어 있고 각각 아카데미아파(派), 스토아파, 에피쿠로스파의 입장을 대변하는 세 대화자의 논(論)과 반론의 형식으로 되어 있다. 키케로의 절충주의를 보여주는 좋은 본보기이나 그의 입장은 스토아파에 가깝다.